# Saison 13 de Famille d'accueil
Chronologie
Saison 12 Saison 14
Cet article présente les épisodes de la treizième saison de la série télévisée française Famille d'accueil (2001-2016).

## Distribution

### Acteurs principaux
- Virginie Lemoine : Marion Ferrière
- Christian Charmetant : Daniel Ferrière
- Lucie Barret : Charlotte Ferrière
- Samantha Rénier : Juliette Ferrière
- Hubert Benhamdine : Benjamin Libourg
- Doriane Louisy Louis-Joseph : Louise Ferrière
- Antoine Ferey : Tim Ferrière
- Jean-Claude de Goros : Georges, père de Marion
- Sixtine Dutheil : Joséphine, demi-sœur de Marion

## Épisodes

### Épisode 1:Fan
- France : 6 janvier 2015 sur France 3

- France : 2,65 millions de téléspectateurs (10,1 % de part de marché)

Fanny arrive chez les Ferrière. Elle est fan d'une série de télévision et veut en faire partie.

### Épisode 2:Mon père, ma bataille
- France : 6 janvier 2015 sur France 3

- France : 2,44 millions de téléspectateurs (10,3 % de part de marché)

### Épisode 3:Un zèbre dans les étoiles
- France : 13 janvier 2015 sur France 3

- France : 3,18 millions de téléspectateurs (11,8 % de part de marché)

### Épisode 4:L'ombre masquée contre-attaque
- France : 13 janvier 2015 sur France 3

- France : 2,99 millions de téléspectateurs (12,4 % de part de marché)

### Épisode 5:La Lettre
- France : 20 janvier 2015 sur France 3

- France : 2,81 millions de téléspectateurs (10,4 % de part de marché)

### Épisode 6:En haut de l'affiche
- France : 20 janvier 2015 sur France 3

- France : 2,71 millions de téléspectateurs (11,0 % de part de marché)

### Épisode 7:Des coups à prendre
- France : 27 janvier 2015 sur France 3

- France : 3,46 millions de téléspectateurs (13,0 % de part de marché)

### Épisode 8:Otages
- France : 27 janvier 2015 sur France 3

- France : 3,32 millions de téléspectateurs (13,7 % de part de marché)